# Scaphosepalum andreettae
Scaphosepalum andreettae är en orkidéart som beskrevs av Carlyle August Luer. Scaphosepalum andreettae ingår i släktet Scaphosepalum och familjen orkidéer. Inga underarter finns listade i Catalogue of Life.